# Kākh (ort i Iran)
Kākh (persiska: كاخ) är en ort i Iran.   Den ligger i provinsen Kerman, i den centrala delen av landet, 800 km sydost om huvudstaden Teheran. Kākh ligger 2 065 meter över havet och antalet invånare är 101.
Terrängen runt Kākh är kuperad.Runt Kākh är det ganska glesbefolkat, med 42 invånare per kvadratkilometer. Närmaste större samhälle är Khenāmān, 2,1 km sydväst om Kākh. Trakten runt Kākh är ofruktbar med lite eller ingen växtlighet.